# Домарьов Олександр Дмитрович
Олександр Дмитрович Домарьов (1903, село Казаріно Чернського повіту Тульської губернії, тепер Чернського району Тульської області, Російська Федерація — 17 жовтня 1967, місто Орел, тепер Російська Федерація) — радянський діяч органів державної безпеки, начальник Управління НКДБ (МДБ) по Орловській області, заступник голови Ради міністрів Комі АРСР, полковник. Депутат Верховної ради РРФСР 4-го скликання. Депутат Верховної Ради СРСР 2-го скликання.

## Біографія
Народився в родині селянина-середняка. У 1913 році закінчив початкову сільську школу в селі Казаріно, в 1917 році — три класи вищого початкового училища в місті Чернь Тульської губернії.
З травня 1917 до лютого 1926 року працював у сільському господарстві батьків в селі Казаріно Чернського повіту. У 1924 році вступив до комсомолу.
З лютого до травня 1926 року — заступника голови правління споживчого кооперативного товариства в селі Казаріно Чернського повіту.
У травні 1925 — вересні 1926 року — в Червоній армії: червоноармієць артилерійського полку 84-го дивізіону в місті Тулі.
З вересня 1926 до серпня 1927 року — заступника голови правління споживчого кооперативного товариства в селі Казаріно Чернського повіту.
У серпні 1927 — травні 1929 року — слухач Тульської губернської радпартшколи.
Член ВКП(б) з січня 1928 року.
У травні 1929 — травні 1930 року — інструктор Тульської окружної колгоспної спілки.
У травні — вересні 1930 року — директор машинно-тракторної станції в селищі Волово Московської області.
У вересні 1930 — березні 1931 року — заступник голови правління Воловської районної насінньо-рільницької спілки  Московської області.
У березні 1931 — квітні 1932 року — секретар партійного комітету сільськогосподарської комуни «Красивая мечь» Воловського району.
У квітні 1932 — січні 1933 року — голова Воловської районної колгоспної спілки Московської області.
З січня до липня 1933 року — заступник завідувача заготівельного відділу Воловського районного комітету ВКП(б) Московської області.
У липні 1933 — вересні 1936 року — заступник секретаря Воловського районного комітету ВКП(б) Московської області.
У вересні 1936 — квітні 1940 року — 1-й секретаря Тумського районного комітету ВКП(б) Рязанської області.
У квітні 1940 — березні 1941 року — заступник начальника Управління НКВС по Рязанській області з кадрів.
У березні — серпні 1941 року — заступник начальника Управління НКДБ по Рязанській області.
7 серпня 1941 — 7 травня 1943 року — 1-й заступник начальника Управління НКВС по Рязанській області.
7 травня 1943 — 15 травня 1947 року — начальник Управління НКДБ (МДБ) по Орловській області.
З 15 травня 1947 року перебував у розпорядженні управління кадрів МДБ СРСР. 10 червня 1947 року звільнений з МДБ.
У червні 1947 — вересні 1949 року — заступник голови виконавчого комітету Орловської обласної ради депутатів трудящих.
У вересні 1949 — серпні 1952 року — слухач Вищої партійної школи при ЦК ВКП(б).
У серпні 1952 — 7 квітня 1962 року — заступник голови Ради міністрів Комі АРСР.
З квітня 1962 року — перссональний пенсіонер союзного значення.
Помер 17 жовтня 1967 року в місті Орел.

## Звання
- старший лейтенант державної безпеки (25.07.1940)
- майор державної безпеки (11.02.1943)
- підполковник державної безпеки (27.07.1943)
- полковник (15.11.1945)

## Нагороди
- орден Вітчизняної війни І ст. (19.08.1946)
- орден Трудового Червоного Прапора
- орден Червоної Зірки (20.09.1943)
- орден «Знак Пошани» (28.11.1941)
- медалі